# Мачинська Наталія Ігорівна
Мачинська Наталія Ігорівна (18 лютого 1972, м. Львів) — доктор педагогічних наук, доцент. З червня 2016 — завідувач кафедри початкової та дошкільної освіти Львівського національного університету імені Івана Франка.

## Біографічні відомості
У 1987 році закінчила Львівську середню школу № 64 (тепер НВК "Школа І ступеня — гімназія «Гроно»).
У 1991 році закінчила Львівське педагогічне училище № 1 (тепер Педагогічний коледж Львівського національного університету імені Івана Франка) за спеціальністю «Вихователь дошкільного навчального закладу».
У 1994 році закінчила Прикарпатський національний університет імені Василя Стефаника (м. Івано-Франківськ) за спеціальностями «Викладач психолого-педагогічних дисциплін», «Вихователь», «Вчитель музики».
У 1994—2006 рр. працює викладачем педагогіки у Педагогічному коледжі Львівського національного університету імені Івана Франка.
Упродовж 2006—2014 рр. працює викладачем у Львівському державному університеті внутрішніх справ.
У 2006 році — захистила дисертацію на здобуття наукового ступеня кандидата педагогічних наук. Тема дисертації «Модульна організація загально-педагогічної підготовки майбутніх вчителів в умовах коледжу».
У 2011 році — доцент кафедри педагогіки та соціальної роботи.
Доктор педагогічних наук з 2013 року. Тема дисертації «Теоретичні і методичні засади педагогічної освіти магістрантів вищого навчального закладу непедагогічного профілю»
З 2013 до 2014 рік працює у Львівському державному університеті внутрішніх справ на посаді завідувача кафедри правознавства, а з 2014 по 2015 — завідувач кафедри педагогіки.
З 2015 року працює у Львівському національному університеті імені Івана Франка. Викладає такі дисципліни: «Теорія та методика виховання», «Педагогіка вищої школи», «Методика викладання педагогіки», «Освітологія», «Педагогічна антропологія».
З червня 2016 року — завідувач кафедри початкової та дошкільної освіти Львівського національного університету імені Івана Франка [Архівовано 17 липня 2020 у Wayback Machine.], де працює і сьогодні.

## Науковий доробок
Автор 1 монографії, співавтор 3 монографій, декількох навчально-методичних посібників, більше 100 опублікованих наукових праць, як в Україні, так і за її межами.
Головний редактор педагогічного видання «Вісник Львівського університету. Серія педагогічна».
Вільно грає на скрипці та фортепіано.